# Weldon, Northamptonshire
Weldon är en ort och civil parish i Storbritannien.   Den ligger i grevskapet Northamptonshire och riksdelen England, i den sydöstra delen av landet, 110 km norr om huvudstaden London. Weldon ligger 84 meter över havet och antalet invånare är 1 644.
Terrängen runt Weldon är platt. Runt Weldon är det ganska tätbefolkat, med 160 invånare per kvadratkilometer. Närmaste större samhälle är Corby, 3,5 km väster om Weldon. Trakten runt Weldon består till största delen av jordbruksmark.